# Alfabetisk lista över på Riddarhuset introducerade svenska adelsätter
Detta är en alfabetisk lista över svenska adelsätter som har introducerats på Riddarhuset av Adelsståndet i Sverige (från 1625 till 1866) och Sveriges ridderskap och adel (från 1866). Det finns även en kronologisk lista över på Riddarhuset introducerade svenska adelsätter samt förteckning över ointroducerad adel i artikeln Ointroducerad adels förening.
OBS! Denna lista är (till skillnad från den kronologiska) endast fullständig avseende de grevliga och de friherrliga ätterna.
Vad betyder talet inom (parentesen) artikeln behöver förbättras med en förklaring till siffrorna.

## Grevliga ätter
- Adelswärd (138)
- Adlercreutz (125)
- Adlersparre (130)
- Anckarsvärd (116)
- von Ascheberg (23) utdöd 1722
- Banér (11), utdöd 1698
- Barck (81)
- Barnekow (128)
- Beck-Friis (104)
- Bielke (29)
- Björnstjerna (140)
- Bonde af Björnö (41)
- Bonde af Säfstaholm (64)
- Brahe (1)
- Bunge (102)
- Carlsson (22), utdöd 1708
- Cederström (135)
- Creutz (68)
- Cronhielm af Flosta (55)
- Cronhielm af Hakunge (69)
- Cronstedt (83)
- Dahlbergh (36), utdöd 1703
- de Geer af Leufsta (131)
- De la Gardie (3)
- Dohna (65)
- Douglas (19)
- von Düben (80)
- Dücker (61)
- Ehrensvärd (113)
- Ekeblad (71)
- von Engeström (121)
- von Essen (118)
- Falkenberg af Bålby (97)
- Falkenberg af Sandemar (38), utdöd 1714
- von Fersen (56)
- Fleming (26), utdöd 1729
- Fleming (132)
- Frölich (49)
- Gyldenstolpe (35)
- Gyllenborg (42), utdöd 1863
- Gyllenstierna af Björksund och Helgö (45), utdöd 1799
- Gyllenstierna af Ericsberg (24), utdöd 1733
- Gyllenstierna af Fogelvik (47), utdöd 1720
- Gyllenstierna af Steninge (34), utdöd 1723
- Hamilton (86)
- Hastfer (31), utdöd 1695
- von Hermansson (90)
- von Hessenstein (82)
- Horn af Björneborg (9), utdöd 1657
- Horn af Ekebyholm (53)
- Horn af Rantzien (70)
- Horn af Åminne (92)
- Hård (78)
- von Höpken (89)
- Kagg (18), utdöd 1661
- Kalling (91)
- Klingspor (107)
- von Königsmarck (14), utdöd 1694
- Lagerberg (75)
- Lagerbjelke (115)
- Lagerbring (134)
- von Lantinghausen (110)
- Leijonstedt (73)
- Lewenhaupt (2)
- Lichton (30), utdöd 1692
- von Liewen (67)
- Liljencrantz (120)
- Lillie (17), utdöd 1710
- Lillienberg (101)
- Lillienstedt (72)
- Lindschöld (32), utdöd 1709
- Löwen (84)
- Löwenhielm (87)
- Meijerfeldt (59)
- Mellin (43), utdöd 1967
- Meryn (5)
- Munck (103)
- Mörner af Morlanda (60)
- Mörner af Tuna (109)
- Nieroth (52)
- Oxenstierna af Croneborg (10), utdöd 1803
- Oxenstierna af Korsholm och Wasa (8)
- Oxenstierna af Södermöre (4), utdöd 1706
- Piper (46)
- von Platen (126)
- Polus (44), utdöd 1737
- Posse (51)
- Posse (141)
- Puke (122)
- Putbus (79)
- Reenstierna (57)
- Rehnskiöld (48), utdöd 1722
- von Rosen (85)
- Rosenblad (123)
- Ribbing (98)
- Ridderstolpe (119)
- Ruuth (108)
- von Saltza (96)
- von Saltza (142)
- Sandels (124)
- von Schwerin (94)
- Schlippenbach (20)
- von Seth (88)
- Sinclair (95)
- Skjöldebrand (137)
- Snoilsky (133)
- Sparre (74)
- Sparre (111)
- Sparre af Sundby (63)
- Sparre af Söfdeborg (66)
- Spens (54)
- Sperling (28), utdöd 1766
- Stackelberg (100)
- von Stedingk (117)
- von Steinberg (21), utdöd 1690
- Stenbock (12)
- Stromberg (50), utdöd 1782
- Strömfelt (76)
- Strömfelt (106)
- Stålarm (33), utdöd 1702
- Taube (62)
- Taube (112)
- Tawast (129)
- Tessin (58)
- Thott (114)
- von Thurn (5), utdöd 1656
- Toll (127)
- Torstenson (7), utdöd 1727
- Tott (16), utdöd 1674
- Törnflycht (77)
- af Ugglas (105)
- Wachtmeister af Johannishus (25)
- Wachtmeister af Mälsåker (39), utdöd 1708
- Wallenstedt (40), utdöd 1703
- af Wasaborg (6), utdöd 1754
- af Wetterstedt (136), utdöd 1837
- Wirsén (139)
- Wittenberg (15), utdöd 1679
- Wrangel (99)
- Wrangel af Adinal (37), utdöd 1707
- Wrangel af Salmis (13), utdöd 1676
- Wrangel af Sauss (93)
- Wrede (27), utdöd 1712

## Friherrliga ätter
- Adelcrantz (274)
- Adelswärd (249)
- Adlerberg (336)
- Adlerbeth (329)
- Adlercreutz (331)
- Adlerfelt (178)
- Adlermarck (266)
- Adlersparre (337)
- D'Albedyhll (183)
- von Albedyl (182)
- Alströmer (302)
- Ankarstierna (96)
- Anckarsvärd (322)
- Appelbom (164)
- Appelman (148)
- Armfelt (213)
- von Axelson (259)
- Banér (22)
- Barck (162)
- Barnekow (230)
- Battram (374)
- Beck-Friis (278)
- von Bellingshausen (32)
- Bennet (154)
- Berendes (46)
- Bergenhjelm (103)
- Bergenstråhle (375)
- Bergenstråhle (400)
- Berzelius (386)
- von Beskow (399)
- Bielke (6)
- Bielkenstierna (28)
- Bildstein (137)
- Bildt (404)
- Björnberg (237)
- Björnstjerna (349)
- von Blixen sedermera von Blixen-Finecke (258)
- Boije af Gennäs (294)
- Bonde (20)
- Brauner (320)
- Braunerhielm (401)
- von Brinkman (385)
- Broman (222)
- Brändström (355)
- von Buchwaldt (68)
- von Budberg (98)
- von Buddenbrock (209)
- Bunge (214)
- Burensköld (116)
- Burguer von Ritterstein (190)
- Bååt (12)
- von Börstell (71)
- Carpelan (281)
- Carpelan (310)
- Cedercreutz (143)
- Cederhielm (134)
- Cederström (211)
- Celsing (298)
- Clerck (82)
- Clodt (126)
- Coyet (117)
- Coyet (363)
- Creutz (48)
- Cronberg (132)
- Cronhielm (94)
- Cronhjort (107)
- Cronman (193)
- Cronstedt (136)
- Cronstedt (151)
- Cronstierna (51)
- Cronström (188)
- Cruus af Gudhem (14)
- D'Albedyhll (183)
- von Danckwardt (191)
- De Geer af Finspång (312)
- De Geer af Leufsta (253)
- De Geer af Tervik (271), utdöd 1855
- De la Gardie (4)
- de la Grange (368)
- von Dellwig (176)
- Dickson (406)
- Djurklou (234)
- Drufva (352)
- von Düben (135)
- von Düben (139)
- Du Rietz af Hedensberg (299)
- von Düring (171)
- Duwall (64)
- von Döbeln (335)
- Edelcrantz (356)
- Edelcreutz (361)
- Ehrenborgh (366)
- von Ehrenheim (324)
- Ehrenkrona (210)
- Ehrenpreus (218)
- Ehrensvärd (267)
- Eldstierna (95)
- von Engeström (333)
- Ericson (403)
- von Essen (158)
- Fahlström (128)
- Falkenberg af Bålby (292)
- Falkenberg af Trystorp (255)
- Falkengréen (293)
- Faltzburg (120)
- Fehman (201)
- Feif (129)
- von Fersen (63)
- Fitinghoff (172)
- Fleetwood (49)
- Fleming af Lais (39)
- Fleming af Liebelitz (17)
- Fock (147)
- Fock (304)
- Fock (354)
- Forbus (35)
- Franc-Sparre (382)
- von Friesendorff (200)
- Frisenheim (197)
- Fuchs (169)
- Funck (189)
- Fägerskiöld (97)
- De la Gardie (4)
- von Gedda (202)
- De Geer af Finspång (312)
- de Geer af Leufsta (253)
- De Geer af Tervik (271)
- Gerdesköld (242)
- Giertta (138)
- de la Grange (368)
- Grass (91)
- Gripenhielm (56)
- Gripenstedt (402)
- Gripenstierna (244)
- von Grooth (229)
- Grothusen (80)
- Grundel (174)
- Grundel-Helmfelt (60)
- Grönhagen (238)
- Gyldenhoff (84)
- Gyllengranat (226)
- Gyllenhaal (388)
- Gyllenhaal till Härlingstorp (396)
- Gyllenhielm (7)
- Gyllenkrok (195)
- Gyllenpistol (101)
- Gyllensköld (365)
- Gyllenstierna af Lundholm (3)
- Gyllenstierna af Ulaborg (18)
- Haij (362)
- Hamilton af Deserf (50)
- Hamilton af Hageby (99)
- Hastfer (240)
- von Hegardt (288)
- von Hermansson (256)
- Hermelin (272)
- Hierta (250)
- Hierta (381)
- Hochschild (391)
- Hogguer (124)
- Hoghusen (106)
- Horn af Marienborg (21)
- Horn af Rantzien (163)
- Horn af Rantzien (265)
- Horn af Åminne (2)
- Hummerhielm (114)
- von Hylteen (152)
- af Håkansson (339)
- Hård (121)
- Hårleman (225)
- von Höpken (161)
- von Höpken (280)
- Ihre (398)
- Kagg (27)
- Kalling (235)
- Kantzow (376)
- von Kaulbars (231)
- Khewenhüller (10)
- af Klercker (334)
- Klinckowström (262)
- Klingspor (257)
- af Klinteberg (359)
- von Knorring (177)
- von Kochen (206)
- Koskull (160)
- Koskull (184)
- von Kothen (252)
- von Krassow (157)
- von Krassow (315)
- Kruse af Kajbala (42)
- Kruuse af Verchou (76)
- von Kræmer (389)
- Kurck (16)
- von Köhler (167)
- Lagerberg (156)
- Lagerbielke (254)
- Lagerbring (346)
- Lagerbring (358)
- Lagercrona (113)
- Lagerfelt (245)
- Lagerheim (326)
- Lagerheim (341)
- Lagerstråle (369)
- von der Lancken von Wackenitz (353)
- von Lantingshausen (241)
- Leijonberg (89)
- Leijonhielm (142)
- Leijonhufvud (26)
- Leijonsköld (53)
- Leuhusen (140)
- von Liewen (45)
- Liljencrantz (297)
- Lillie (168)
- Lilliecreutz (215)
- Lilliehöök (13)
- Lillienberg (273)
- Lillieroot (108)
- Lilliesvärd (247)
- Lilliehorn (318)
- von der Linde (38)
- Lindhielm (93)
- von Lingen (305)
- Lovisin (88)
- Lybecker (119)
- Löfvenskjöld (340)
- Löwen (207)
- Löwen (233)
- Löwen (276)
- Löwenhielm (224)
- von Löwenstern (181)
- Maclean (306)
- Manderström (246)
- Mannerheim (277)
- Marcks von Würtemberg (263)
- Marderfelt (73)
- Marschalck (70)
- Maydell (102)
- Meijendorff von Yxkull (74)
- Mellin (92)
- von Mengden (198)
- de Mortaigne (65)
- Müller von der Lühnen (100)
- Munck (309)
- Mörner af Morlanda (62)
- Mörner af Tuna (36)
- von Nackreij (300), utdöd 1783
- Natt och Dag (23)
- Nauckhoff (343)
- Nieroth (90)
- Nieroth (372)
- von Nolcken (223)
- Nordenfalk (390)
- Nordenskiöld (405)
- Nordenskjöld (357)
- Nordensköld (394)
- af Nordin (319)
- von der Noth (61)
- d'Ohsson (383)
- Ollonberg (185)
- von der Osten genannt Sacken (104)
- von Otter (150)
- Oxenstierna af Eka och Lindö (1)
- von der Pahlen (75)
- Palbitzki (67)
- von Palmenberg (115)
- Palmfelt (212)
- Palmqvist (123)
- Palmstierna (220)
- Patkull von Posendorff (131)
- Paykull (33)
- von Paykull (370)
- Peyron (392)
- Pfeiff (289)
- Pincier (109)
- von Platen (313)
- von Platen (364)
- von Plomgren (371)
- Posse af Hedensund (25)
- Posse af Säby (57)
- Preis (261)
- von Psilander (146)
- Puke (328)
- Raab (286)
- von Rajalin (317)
- Ramel (295)
- Ranck (130)
- Rappe (287)
- von Rehausen (351)
- Rehbinder (77)
- Reuterholm (217)
- Reuterskiöld (377)
- Ribbing af Koberg (216)
- Ribbing af Zernava (40)
- Ridderstolpe (228)
- Du Rietz af Hedensberg (299)
- Roos (186)
- von Rosen (208)
- von Rosen (290)
- von Rosén (397)
- Rosenblad (323)
- Rosenhane (29)
- Rosenstierna (179)
- Rosir (251)
- von Roxendorff (243)
- Rudbeck (282)
- Rudenschöld (227)
- Ruuth (296)
- Ryning (15)
- Rålamb (59)
- Sack (170)
- von Saltza (260)
- Sandels (332)
- Scheffer (144)
- von Scheiding (52)
- Schenck (5)
- af Schmidt (393)
- Schmiedefelt (291)
- Schultz von Ascheraden (58)
- von Schulzenheim (350)
- von Schulzenheim (380)
- von Schwerin (133)
- von Schönleben (81)
- von Segebaden (285)
- von Seth (221)
- Silfverhielm (159)
- Silfverschiöld (283)
- Silfversparre (330)
- Sinclair (270)
- Siöblad (79)
- Skjöldebrand (345)
- Skjöldebrand (373)
- Skytte af Duderhof (8)
- Soop (87)
- Soop af Limingo (19)
- Sparre (11)
- Spens (9)
- Sperling (43)
- Sprengtporten (275)
- Stackelberg (127)
- Stackelberg (192)
- Staël von Holstein (155)
- Staël von Holstein (204)
- Staël von Holstein (308)
- Stake (47)
- von Stedingk (316)
- von Stedingk (342)
- Stierncrantz (175)
- Stierncrona (166)
- Stierneld (236)
- Stiernsköld (24)
- Stiernstedt (145)
- Strokirch (239)
- von Strokirch (348)
- Stromberg (118)
- Strömfelt (105)
- Strömfelt (125)
- Strömfelt (173)
- Stuart (111)
- Sture (187)
- Tamm (395)
- Taube af Karlö (34)
- Taube af Kudding (66)
- Taube af Odenkat (110)
- Taube af Sesswegen (78)
- Tawast (321)
- Tegensköld (196)
- Tersmeden (338, utdöd; fortlever som adlig)
- Thegner (86)
- Thott (301)
- af Tibell (378)
- Tilas (248)
- Toll (314)
- von Trautwetter (180)
- Trolle (360)
- Trotzig (112)
- Tungel (85)
- Törnflycht (149)
- Törnflycht (153)
- Uggla (69)
- af Ugglas (311)
- Ulfsparre (367)
- Ulfsparre af Broxvik (37)
- von Ungern-Sternberg (54)
- von Vegesack (379)
- Vellingk (72)
- Voltemat (303)
- Vult von Steijern (384)
- Wachschlager (141)
- Wachtmeister af Björkö (31)
- Wallenstierna (269)
- von Weigel (387)
- Wennerstedt (264)
- af Wetterstedt (327)
- von Willebrand (344)
- Wirsén (347)
- Wrangel af Adinal (199)
- Wrangel von Brehmer (268)
- Wrangel af Lindeberg (41)
- Wrangel af Ludenhof (55)
- Wrangel af Sauss (219)
- Wrangel af Sauss (279)
- Wrede af Elimä (44)
- Yxkull (203)
- von Yxkull-Gyllenband (30)
- Zibet (325)
- Zülich (122)
- Zöge von Manteuffel (307)
- Åkerhielm af Blombacka (232)
- Åkerhielm af Margrethelund (205)
- Örneklou (83)
- Örnestedt (194)
- Örnfelt (165)
- Örnsköld (284)

## Kommendörsätter
- Adlercreutz
- Carleson
- af Trolle
- af Wetterstedt

## Adliga ätter
- Abrahamsson (1817)
- af Acrel (2130)
- Adelstierna (1441)
- Adelcrantz (1469)
- Adelhielm (1610)
- Adelswärd (1707)
- Adelheim (1886)
- Adelsköld (2029)
- Adelborg (2090)
- Adler Salvius (170)
- Adlerbaum (1635)
- Adlerberg (1061)
- Adlerbeth (1732)
- Adlerbielke (1675)
- Adlerborg (1158)
- Adlerbrant (2034)
- Adlercrantz (1193)
- Adlercreutz (1386)
- Adlercrona/de Flon (868)
- Adlerfelt (1272)
- Adlerflycht (1234)
- Adlerfors (1720)
- Adlerheim (1632)
- Adlerhielm (732)
- Adlerhoff (918)
- Adlerklo (1262)
- Adlermarck (1409)
- Adlersköld (1041)
- Adlersparre (1988)
- Adlerstam (2057)
- Adlerstedt (1223)
- Adlersten (1004)
- Adlerstierna (1190)
- Adlerstolpe (1816)
- Adlerstråhle (1765)
- Adlerström (1131)
- Adlerwaldt (2000)
- von Afzelius (2240)
- af Agardh ((2215)
- Ahlefelt (850)
- Ahlehielm (1317)
- Akrell (2283)
- Almfelt (2079)
- af Alnord (2084)
- Alströmer (1938)
- Ammilon (2316)
- Aminoff (456)
- Anckarheim (2140)
- Anckarhielm (311)
- Anckarhielm (700)
- Anckarström sedermera Löwenström (897)
- Anckarsvärd (2109)
- Ankar (108)
- Ankarcrantz (1144)
- Ankarcreutz (1145)
- Ankarcrona (1534)
- Ankarcrona (1965)
- Ankarfelt (1105)
- Ankarfjell (221)
- Ankargrip (947)
- Ankarklo (1101)
- Ankarloo (1191)
- Ankarsköld (274)
- Ankarsparre (2180)
- Ankarstierna (1142)
- Ankarstierna (1143)
- Ankarstråle (1140)
- Andeflycht (312)
- Andersson (738)
- Anrep (236)
- Apolloff (912)
- Appelberg (904)
- Appelbom (325)
- Appelgren (290)
- Appelman (677)
- Appelroth (894)
- von Arbin (2054)
- Arenfelt (768)
- Arenhielm (1704)
- Arensköld (1157)
- Armfelt (458)
- Armlod (424)
- Armsköld (198)
- Arnell (1885)
- von Asp (2163)
- von Aulæwill (1951)
- Axehielm (547)
- von Axelson (2022)
- Baas (1453)
- Baer (2103)
- Bagge af Berga (118)
- Bagge af Boo (122)
- Bagge af Söderby (147)
- Baggensköld (977)
- Bagghufvud (von Baggo) (755)
- von Bahr (1648)
- Balguerie (2033)
- von Baltzar (1803)
- Barck (722)
- Barclay (562)
- Barneken (813)
- Barnekow (23)
- Barnsköld (753)
- Barohn (1851)
- Battram (2205)
- von Bauman (1780)
- von Baumgarten (1463)
- Beck sedermera Beck-Friis (800)
- von Becker (642)
- Beckerfelt (625)
- de Bedoire (2133)
- de Behm (1256)
- Behmer (486)
- von Beijer (604)
- Beijerhjelm (1902)
- Belfrage (782)
- Bennet (831)
- Bennich (2339)
- von Benning (1908)
- Benzelstierna (1628)
- Bérard (2154)
- Berch (1774)
- von Berchner (1235)
- von Berco (1203)
- Berencreutz (2345)
- Berendes (55)
- Berg von Linde (1917)
- Bergenadler (1617)
- Bergencreutz (2146)
- Bergenfelt (298)
- Bergengren (509)
- Bergengren (1298)
- Bergenhjelm (794)
- Bergenkloot (2116)
- Bergenskjöld (1943)
- Bergenstierna (1520)
- Bergenstråhle (1696)
- Berghman (922)
- Bergsköld (477)
- Bergstedt (2199)
- Berling (568)
- Berzelius (2276)
- de Besche (763)
- de Besche (944)
- de Besche (1253)
- de Besche (1300)
- von Beskow (2299)
- Bethun (1402)
- Beurræus (104)
- Bielke af Åkerö (8)
- Bielkenhielm (1624)
- von Bilang (1169)
- Bilberg (1466)
- von Bildsten (1078)
- Bildt (678)
- Bildensköld (1818)
- Bilesköld (470)
- af Billbergh (2298)
- Bille (238)
- Bille af Dybeck (28)
- Billingberg (1054)
- Billingsköld (989)
- von Birckholtz (94)
- af Bjerkén (1995)
- Björkenstam (2269)
- Björnberg (359)
- von Björnbourg (1714)
- Björnefelt (420)
- Björnhufvud (358)
- Björnklou (31)
- von Björnmarck (1929)
- Björnram (300)
- Björnram af Helgås (204)
- Björnsköld (268)
- Björnstjerna (2017)
- Blanck (633)
- Blanckenfjell (319)
- Blanckenfjell (482)
- von Blessingh (1894)
- Blix (1189)
- von Blixen (1779)
- Blixencron (364)
- Blixenstierna (1277)
- Blixenstråle (1627)
- von Block (1603)
- Blomcreutz (1703)
- Blomensköld (1146)
- Blomfelt (1585)
- Blomstedt (1786)
- Blomström (1348)
- Blosenhielm (1527)
- Blume (Blom) (303)
- Blåfield (245)
- Bock af Bukkila (247)
- Bock af Näs (50)
- Bock från Lahmes (1174)
- von Bocken (1541)
- Bogeman (1038)
- Bogg (521)
- Bohl (389)
- Bohm (540)
- Bohnstedt (2334)
- von Boij (899)
- Boije af Gennäs (16)
- von Boisman (1713)
- Boltenstern (2295)
- Bonde (11)
- Boneauschiöld (1581)
- Bongenhielm (1352)
- Boose (275)
- Bordon (522)
- Borg (1570)
- von Borgen (1344)
- Borgenstierna (1647)
- von Born (2083)
- von Borneman (729)
- von Borneman (1783)
- af Borneman (2261)
- Bosin (592)
- af Botin (2056)
- Bousquet (1483)
- Boy (2289)
- von Bradke (1596)
- Brakel (1979)
- Brand (201)
- Brandel (2250)
- Brandholtz (1823)
- Brandsköld (459)
- Brandt (386)
- von Brandt (1365)
- von Brandten (1376)
- Brase (998)
- Brask (695)
- von Bratt (1733)
- Bratt af Höglunda (49)
- Braun (1091), utdöd 1913
- von Braun (2347)
- Brauner (1490)
- Braunerhielm (1600)
- Braunersköld (1677)
- von Braunjohan (1292)
- von Breda (2228)
- Brehmer (1165)
- von Brehmer (1837)
- Brehmsköld (1308)
- Breitholtz (484)
- Brenner (762)
- Brenner (1464)
- Brennerfelt (520)
- de Briant (1472)
- von Brinkman (2208)
- af Brinkman (2251)
- von Brobergen (883)
- Broberger (2192)
- Broman (587)
- Broman (1166)
- Broméen (1322)
- von Bromell (1793)
- Brommenstedt (1367)
- Browald (1764)
- Bruce (745)
- de Bruce (1954)
- Brummer (1772)
- Brummer (1855)
- Bruncrona (1798)
- Brunell (752)
- Brunhielm (1746)
- von Brunner (1425)
- Brunow (689)
- Brunsköld (1312)
- von Bruse (1503)
- Bråkenhielm (1055)
- Bråkenhusen (288)
- Bråkensköld (392)
- Bråkensköld (954)
- Brändström (2194)
- Bröms (161)
- von Brömssen (932)
- Bröstfelt (345)
- Buchner (878)
- von Buddenbrock (1843)
- Bunge (1448)
- Bungencrona (1737)
- Bure (126)
- af Burén (2231)
- Burensköld (614)
- Burenstam (2156)
- von Burghausen (560)
- von Burguer (1478)
- von Burguer (1727)
- von Burman (1296)
- Butterlin (546)
- von Bysing (1206)
- Bååt (3)
- Bååt eller Lennart Nilssons släkt (169)
- Bäckhusen (997)
- Bäck i Finland (193)
- Bäfverfeldt (515)
- Bähr (202)
- Bär (465)
- Bärfelt (196)
- Bäärnhielm (1196)
- von Böckeln (790)
- von Böhnen (1854)
- Böllja (127)
- von Bönhardt (545)
- Börtzell (2211)
- Cabeljau (555)
- af Callerholm (2278)
- Caméen (1125)
- von Caméen (1735)
- Caménhielm (1403)
- Caménsköld (1795)
- von Campenhausen (816)
- von Campenhausen (881)
- de Camps (2296)
- Canonhielm (1202)
- Canterhielm (583)
- Cantersten (370)
- Canterstierna (851)
- von Cardell (2235)
- von Carisien (2137)
- Carleson (1877)
- Carlheim, sedermera Carlheim-Gyllensköld (1661)
- Carlsköld (1890)
- von Carlsson (1580)
- de Carnall (1921)
- Carpelan (38)
- von Castanie (1691)
- Cederbaum (2035)
- Cederberg (1063)
- Cederbielke (1562)
- Cederborg (1336)
- Cedercrantz (921)
- Cedercrona (1198)
- Cederfelt (1601)
- Cederflycht (1640)
- Cederholm (1485)
- Cedermarck (1565)
- Cederqvist (525)
- Cederschiöld (1117)
- Cedersparre (1511)
- Cederstam (2042)
- Cederstedt (1404)
- Cederstierna (1152)
- Cederstolpe (1688)
- Cederstråhle (1563)
- Cederström (1062)
- von Celse (2041)
- Celsing (1560)
- de la Chapelle (584)
- af Chapman (2088)
- Charpentier (765)
- von Chemnitz (417)
- Chounfelt (534)
- von Christiersson (1725)
- Clairfelt (2241)
- Clementeoff (1956)
- Clerck (433)
- Clerck (442)
- Clerck (1382)
- Cletzer (806)
- Clo (653)
- Cock (903)
- von Conowen (1745)
- Conradi (2020)
- de Corroset (1136)
- de Courtin (538)
- Coyet (473)
- Crail (214)
- Crafoord (743)
- Crantzfelt (567)
- Cremer (713)
- Creutz (92)
- Creutzhammar (200)
- af Cristiernin (2147)
- von Cron (1821)
- Cronacker (980)
- Cronacker (983)
- Cronberg (646)
- Croneborg (494)
- Cronfelt (1401)
- Cronhawen (1828)
- Cronlood (381)
- Cronman (748)
- Cronmarck (1221)
- Cronsköld (866)
- Cronsparre (1695)
- Cronstedt (1104)
- Cronström (786)
- Cronsvärd (1881)
- Crusebjörn (136)
- Crusenstolpe (2067)
- Cruus af Edeby (69)
- Cunninghame (1898)
- Cuypercrona (896)
- Dachsberg (260)
- von Daden (1074)
- Dagström (1719)
- Dahlcrona (1829)
- Dahlepil (663)
- Dahlesköld (2166)
- Dahlfelt (1555)
- von Dahlheim (1449)
- Dahlstierna (1864)
- von Dalin (1945)
- Dalman (1718)
- af Dalström (2309)
- Danckwardt (711)
- Danckwardt (1412)
- Danckwardt-Lillieström (408)
- Dannerhielm (1373)
- Dardel (2217)
- af Darelli (2068)
- Daurer (1383)
- De Geer (291)
- De la Motte (280)
- von der Deilen (769)
- von Dellingshausen (958)
- von Dellwig (1771)
- Delphin (191)
- von Deutschlender (2030)
- Dickson (2340)
- Didron (440)
- von Diederichs (2272)
- Dimborg (1619)
- af Dittmer (2062)
- von Dittmer (1813)
- Djurfelt (426)
- Djurklow (968)
- von Dobrokowsky (1340)
- af Donner (2108)
- Dorchimont (2252)
- Douglies (821)
- von Drachstedt (1776)
- von Drake (1716)
- Drake af Hagelsrum (90)
- Drake af Intorp (82)
- Drake af Torp och Hamra (361)
- Drakenberg (313)
- Drakenfelt (946)
- Drakenhielm (510)
- Drakensköld (1028)
- Drakenstierna (531)
- Dreffenfelt (451)
- Dreffensköld (369)
- Dreffling (1611)
- von Drenteln (1784)
- Drommel (969)
- Dromund (445)
- Drufva (1557)
- Dryssel (1711)
- von Düben (1785)
- Dücker (207)
- Dufva i Finland (95)
- Dufva i Vestergötland (183)
- von Dunten (721)
- Duréel (609)
- Du Rées (773)
- Durell (422)
- Du Rietz (666)
- Duse (119)
- Dusensköld (544)
- Duwall (241)
- von Döbeln (1519)
- von Ebbertz (1666)
- von Eccard (1461)
- von Eckstedt (1931)
- Edelcrantz (2153)
- Edelcreutz (2191)
- Edelcrona (2267)
- Edelfelt (1129)
- Edenhielm (1842)
- Edelstam (2195)
- Edelsvärd (2178)
- Edenberg (617)
- af Edholm (2292)
- Eding (1257)
- von Eggers (1913)
- Ehrenadler (1625)
- Ehrenankar (1124)
- Ehrenberg (772)
- Ehrenbielke (1329)
- Ehrenbill (1515)
- Ehrenborg (1109)
- Ehrenbusch (1003)
- von Ehrenclou (1673)
- Ehrencrantz (823)
- Ehrencreutz (1339)
- Ehrencrona (879)
- Ehrenfalck (1681)
- Ehrenfels (985)
- Ehrenfelt (890)
- Ehrenfelt (1762)
- Ehrenflycht (952)
- Ehrengranat (1925)
- von Ehrenheim (1749)
- Ehrenhielm (846)
- Ehrenhoff (1417)
- Ehrenkrook (1010)
- Ehrenklo (871)
- Ehrenlund (1599)
- Ehrenmalm (1759)
- Ehrenman (1354)
- Ehrenmarck (1261)
- Ehrenpalm (2095)
- Ehrenpohl (1871)
- Ehrenpreus (1313)
- Ehrenpåle (1698)
- Ehrenschantz (1900)
- Ehrenskiöld (783)
- Ehrenskiöld (877)
- Ehrensparre (1694)
- Ehrenspetz (1388)
- Ehrenstam (1682)
- Ehrenstedt (1192)
- Ehrenstéen (33)
- Ehrenstierna (1045)
- Ehrenstolpe (1225)
- Ehrenstrahl (865)
- Ehrenstråhle (1961)
- Ehrenström (1242)
- Ehrensvärd (1542)
- von Ehrenthal (1148)
- Ehrnrooth (1123)
- von Eich (837)
- von Eisen (994)
- Ekeblad (35)
- Ekegren (350)
- Ekehielm (380)
- Ekelöf (217)
- Ekenberg (476)
- af Ekenstam (2220)
- Ekensteen (717)
- Ekenstierna (1701)
- Ekesparre (1705)
- Ekestubbe (285)
- Eketrä (137)
- Ekfelt (1442)
- Ekorn (2233)
- Eksköld (1410)
- af Ekstedt (2229)
- af Ekström (2304)
- Ekströmer (2313)
- Elfcrona (2098)
- Elfvencrona (1211)
- Elfving (1219)
- Elgenstierna (1618)
- af Ellerntorp (705)
- von Ellswichshusen (891)
- Enanderhielm (1484)
- Enefelt (671)
- af Enehielm (2089)
- Eneskjöld (585)
- von Engelbrechten (1350)
- Engelcrantz (1906)
- Engelcrona (1341)
- von Engelhardt (1858)
- von Engeström (1948)
- Enhielm (1275)
- Enhörning (318)
- Ericson (2324)
- von Ertman (1426)
- Esping (739)
- von Essen (1919)
- von Essen (1957)
- von Essen af Zellie (723)
- Estenberg (1678)
- Fabritius (1120)
- Fahnehielm (406)
- Fahnesköld (511)
- Falck (156)
- Falkenberg af Bålby (105)
- Falkenberg af Trystorp (18)
- Falkenfelt (1180)
- Falkengréen (343)
- Falkenhagen (793)
- Falkenhielm (960)
- Falkenklo (1324)
- Falkenstedt (1999)
- Falkensten (827)
- Falker (1538)
- von Faltzburg (438)
- Faxell (2106)
- le Febure (1989)
- Fechtenberg (758)
- Fehman (1561)
- Feif (1405)
- von Feilitzen (2271)
- Feltberg (556)
- Feltreuter (785)
- Feltstierna (1231)
- Ferrner (1990)
- von Fieandt (1920)
- Finckenberg (159)
- Finlaij (1968)
- Fitinghoff (220)
- Fixenhielm (1512)
- Flach (1606)
- von Fleissner (1133)
- Fleming (4)
- Flintsten (1325)
- af Flodin (2162)
- de Flon/Adlercrona (868)
- von Flygarell (1554)
- Flygge (621)
- Flygge (860)
- Fock (1846)
- Fogelhufvud (227)
- Footangel (229)
- Foratt (490)
- Forbes (249)
- Forbes (542)
- Forbes af Lund (174)
- af Forsell (2248)
- af Forselles (2018)
- Forstena-släkten (2)
- Franc (710)
- Franc (943)
- Franc (1013)
- von Franck (1037)
- von Francken (2097)
- Franckenheim (1826)
- Franckenhielm (1290)
- Frankelin (48)
- Fraser (725)
- Fredenheim (1980)
- Fredenhielm (1168)
- Fredensköld (2065)
- Fredenstam (2232)
- Fredenstierna (1800)
- Freidenfelt (1102)
- Freijbourg (1079)
- Freijtag (1977)
- de Frese (1856)
- von Freudenberg (1809)
- Friedenreich (1597)
- de Frietzcky (1375)
- Frille (133)
- Frisenheim (1513)
- Fritz (411)
- de Frumerie (1568)
- Fröberg (1535) utdöd 1751
- Frölich (1280)
- Fuchs von Bühlstein (972)
- Funck (826)
- af Funck (2294)
- Furubom (1046)
- Furuhjelm (2051)
- Furumarck (889)
- Fåhræus (2317)
- Fåhræus (2325)
- Fägerhierta (1537)
- Fägerskiöld (340)
- Fägerstierna (887)
- Fägerstråle (1717)
- Gadde (1436)
- Gahn af Colquhoun (2204)
- Gairdner (485)
- Galle i Finland (194)
- Galle i Sverige (162)
- von Ganschou (1866)
- von Gardemein (1590)
- Garfwe (267)
- Gathenhielm (1496)
- von Gavel (1343)
- von Gedda (1710)
- Gedda (2168)
- De Geer (291)
- Geete (167)
- von Gegerfelt (861)
- von Geijer (2256)
- af Geijerstam (2010)
- Gentzschein (2346)
- af Georgii (2258)
- von Gerdes (1060)
- Gerdes (1265)
- Gerdesköld (1887)
- Gerner (905)
- Gersdorff (1282)
- von Gerstenberg (532)
- von Gertten (749)
- Giertta (1446)
- af Gillner (2284)
- Girsström (1295)
- von Gisler (1043)
- Giös (279)
- Gladtsten (372)
- Glansenstierna (1664)
- Godenhielm (1217)
- Goës (812)
- Golawitz (383)
- von Goltz (1684)
- Graan (336)
- von Graffenthal (822)
- von Graman (1416)
- Granatenburg (761)
- Granatenfelt (483)
- Granatenflycht (1291)
- Granatenhielm (996)
- Granberg (907)
- Granfeldt från Dal (1179)
- Granfelt (1974)
- de la Grange (917)
- de la Grange (1245)
- Grass (384)
- von Greiff (1547)
- von Greiffencrantz (767)
- Greiffenheim (1395)
- Greiffenschütz (1177)
- Grewesmöhlen (1997)
- Grijs (192)
- Grip (2310)
- Gripenberg (931)
- Gripenbjelke (1993)
- Gripenborg (1451)
- Gripendahl (1029)
- Gripenflycht (915)
- Gripenklo (727)
- Gripenklo (1119)
- Gripenmarck (920)
- Gripenschütz (1613)
- Gripensköld (815)
- Gripensperr (637)
- Gripenstedt (1226)
- Gripenstierna (820)
- Gripenstråle (2005)
- Gripensvärd (2183)
- Gripenwaldt (875)
- Grissbach (297)
- Grotenfelt (1032)
- Grothusen (276)
- von Grotjohan (1020)
- von Grooth (1084)
- Grottenfelt (526)
- Grubbe (335)
- Grubbenfelt (984)
- Grubbenhielm (708)
- af Grubbens (2058)
- Grubbensköld (1259)
- Grundel (716)
- Grundelstierna (1612)
- Grüner (1763)
- Grönberg (181)
- Grönfelt (219)
- Grönhagen (929)
- Grönhjelm (1090)
- von Gröninger (742)
- Günther (1723)
- Güntherfelt (1019)
- von Güntersberch (685)
- Gustafschöld (2107)
- Gütrie (974)
- Gyldenboij (1128)
- Gyldenbring (618)
- Gyldencrantz (599)
- Gyldenklou (269)
- Gyldenroos (472)
- Gyldenstolpe (504)
- Gyldenär (388)
- Gyllenadler (655)
- Gyllenanckar (47)
- Gyllenax (261)
- Gyllenberg (1030)
- Gyllenbjelke (1434)
- Gyllenbreider (936)
- Gyllenbååt (1602)
- Gyllenbögel (418)
- Gyllencartou (855)
- Gyllencaschett (916)
- Gyllencornett (168)
- Gyllencreutz (54)
- Gyllencrona (880)
- Gyllenecker (1734)
- Gyllenfalk (346)
- Gyllenfelt (1320)
- Gyllenflycht (1311)
- Gyllenflög (434)
- Gyllengahm (1430)
- Gyllengranat (714)
- Gyllengren (281)
- Gyllengrip (80)
- Gyllenhaal (814)
- Gyllenhammar (776)
- Gyllenharnesk (885)
- Gyllenheim (2290)
- Gyllenhjerta (40)
- Gyllenholm (1240)
- Gyllenhorn (116)
- Gyllenhöök (1115)
- Gyllenkrok (862)
- Gyllenlood (216)
- Gyllenmärs (131)
- Gyllennieroth (573)
- Gyllenpalm (1023)
- Gyllenpamp (675)
- Gyllenpatron (575)
- Gyllenpistol (347)
- Gyllenqvist (1782)
- Gyllenroth (953)
- Gyllenram (1528)
- Gyllenschmidt (1178)
- Gyllenschruf (1516)
- Gyllenskepp (902)
- Gyllenskog (1310)
- Gyllensköld (1207)
- Gyllenspak (901)
- Gyllensparre (146)
- Gyllenspetz (673)
- Gyllenspång (1018)
- Gyllenstake (620)
- Gyllenstam (2015)
- Gyllenstedt (1116)
- Gyllenstierna af Svaneholm (29)
- Gyllensting (393)
- Gyllenstorm (981)
- Gyllenstråle (256)
- Gyllenström (1156)
- Gyllenståhl (919)
- Gyllensvaan (1969)
- Gyllensvärd (240)
- Gyllentorner (941)
- Gyllentrost (937)
- Gyllenållon (185)
- Gädda (27)
- Gärffelt (307)
- von Göben (1962)
- von Göeding (1399)
- Göthe (1363)
- Göthenstierna (1501)
- Götherhielm (1539)
- Haak (2214)
- Hackersköld (1086)
- Hadorph (2243)
- von Hagelberg (1942)
- Hagelstam (2270)
- von Hagendorn (777)
- Hagströmer (2230)
- Haij (1187)
- von Hall (2328)
- von Halle (976)
- Hallenborg (1736)
- Hallencreutz (2016)
- Hallenstedt (1270)
- Hallenstjerna (2200)
- Hammarberg (1053)
- Hammarfelt (1435)
- Hammarhjelm (1033)
- Hammarskjöld (135)
- Hammarstierna (278)
- Hammarström (1068)
- Hand (59)
- von Haren (1935)
- Harenc (1820)
- af Harmens (2209)
- Harmensen (2014)
- Harnesksköld (518)
- von Hartmansdorff (1861)
- von Hartwigk (539)
- Hasenkampff (1802)
- Hasselbom (1332)
- af Hasselgren (2157)
- Hastfer (1845)
- von Hauswolff (1880)
- von Hedenberg (2245)
- Hedenstierna (1753)
- Hederhielm (1467)
- Hedersköld (1634)
- Hederstam (2076)
- Hederstierna (1543)
- Hedersvärd (2066)
- Hedin (2344)
- Heerdhielm (1258)
- von Hegardt (1536)
- Hegardt (2262)
- von Heideman (2293)
- Heidenfelt (908)
- Heidensköld (576)
- von Heidenstam (2025)
- Heijkenskjöld (1983)
- von Heijne (1594)
- von Heinen (1289)
- von Heisen (804)
- von Heland (1841)
- Heldenhielm (1540)
- Helffreich (911)
- Hellenstierna (1321)
- Helvig (2190)
- Hempel (1669)
- Henck (1470)
- von Henel (1670)
- von Hennigs (2306)
- Hercules (1928)
- Hermann (1394)
- von Hermansson (1896)
- Hermelin (1391)
- Hertell (1853)
- Hertz (1548)
- Hertzenhielm (2021)
- Hierta (121)
- Hilchen (683)
- Hildebrand (1357)
- Hildring (306)
- Hillebard (629)
- Hillebrand (581)
- Hilletan (1022)
- Hillesköld (405)
- Hinsebergs-släkten (41)
- von Hintzenstern (2125)
- Hiort af Ornäs (2012)
- von Hirscheit (von Hirschheydt) (680)
- Hirschenstierna (699)
- Hirtenberg (430)
- Hisinger (2002)
- Hisingsköld (2101)
- Hjelm (1750)
- Hjelmberg (1452)
- Hjelmborg (1400)
- Hjelmstierna (1500)
- Hjortfelt (639)
- Hjortö-släkten eller Ulfsparre (112)
- Hjulhammar (302)
- Hjärne (1149)
- Hochschild (2266)
- Hoenstierna (1689)
- von Hoffdahl (1433)
- Hoffenstierna (1553)
- Hoffman (1487)
- Hoffstedter von Kühnberg (529)
- von Hofsten (1794)
- Hogg (1162)
- Hoghusen (709)
- von Hohenhausen (2150)
- Holck (20)
- Holmberg de Beckfelt (2155)
- Holmcreutz (2104)
- Holmer (840)
- von Holmer (1966)
- Holmstedt (2234)
- Holst (163)
- von Holst (2253)
- Horn af Kanckas (12)
- Horn af Rantzien (1910)
- Hougenfelt (1026)
- Hufvudskått (415)
- Hufvudsköld (498)
- Huggut (691)
- Hulshorst (363)
- Hultengren (961)
- Hultenheim (2052)
- Hummelhielm (1884)
- Hupenfelt (938)
- af Huss (2075)
- Huss (2327)
- Huusgafvel (2102)
- von Hylteen (1482)
- af Håkansson (2177)
- Hård af Segerstad (17)
- Hård af Torestorp (60)
- Hårleman (1371)
- Hårleman (1927)
- Hägerfelt (1213)
- Hägerflycht (873)
- Hägerhjelm (1349)
- Hägerstierna (652)
- Rylanda och Häggatorps-släkten, eller Lindelöf af Kedom (129)
- Hästehufvud (132)
- Hästesko (257)
- Hästesko af Målagård (187)
- Hästesko-Fortuna (286)
- Hästesköld (228)
- Högger (1475)
- Hökeflycht (208)
- Hökensköld (1121)
- von Hökerstedt (1656)
- von Höpken (1414)
- von Hörmansfelt (967)
- Höökenberg (1160)
- Igelström (320)
- Ihre (2043)
- Ikorn (57)
- Ikornsköld (283)
- Ille (60)
- Ingelotz (1721)
- Insenstierna (1421)
- Irving (308)
- Isberg (2323)
- Iserhielm (1288)
- von Issendorff (1792)
- Jacobsköld (85)
- von Jacobsson (2121)
- Jegerhjelm (1477)
- Jennings (1874)
- Jerlström (1521)
- Jernfeltz (1676)
- Jernlod (251)
- Jernsköld (431)
- af Jochnick (2301)
- Jordan (243)
- von Jordan (914)
- Jäger och von Schulzenjäger (930)
- Jägerhorn af Spurila (114)
- Jägerhorn af Storby (226)
- Jägerskiöld (1100)
- Järnefelt (536)
- Kafle (70)
- Kagg (68)
- Kalitin (1738)
- Kalling (1361)
- Kalmberg (491)
- Kanefehr (1934)
- Kanterberg (869)
- Kantzow (2223)
- Karlsteen (1236)
- Karlström (857)
- Karlström (963)
- von Kathen (1301)
- von Kaulbars (643)
- Keder (1458)
- von Kemna (1895)
- von Kemphen (956)
- Kempenfelt (676)
- Kempensköld (395)
- Kewenbrinck (Keffenbrinck von Rhene) (503)
- Kijl (61)
- Kijl (1455)
- King (810)
- Kinnemond (505)
- Kinninmundt (971)
- Kirstein (1181)
- Kjerrmansköld (2023)
- Kjerrulf von Wolffen (2074)
- von Kiörning (1949)
- af Kleen (2330)
- Kleihe (561)
- af Klercker (2132)
- Klick (1833)
- Klinckowström (1415)
- Klinckow von Friedenschildt (1021)
- Klingebail (634)
- Klingenberg (360)
- Klintenhielm (1183)
- Klingenstierna (780)
- Klingfelt (1674)
- Klingspor (195)
- Klingstedt (661)
- af Klint (2185)
- af Klintberg (2285)
- af Klinteberg (2188)
- Kloo (1838)
- Klöfverfelt (407)
- Klöfverskjöld (579)
- Knipercrona (1422)
- Knorring (809)
- von Knorring (1976)
- von Koch (2244)
- von Kochen (1286)
- Kock von Crimstein (712)
- Kohl (295)
- von Konow (2080)
- von Korbmacher (1836)
- von Kosboth (2187)
- Koskull (248)
- von Kothen (995)
- Krabbe (2149)
- Krabbe af Krageholm (21)
- Krabbe af Svaneby (46)
- Krabbenström (964)
- Krakenhoff (403)
- Krebs (1185)
- von Krefelt (808)
- Kreij (1369)
- von Kreijenfels (589)
- Kruse af Elghammar (43)
- von Krusenstierna (460)
- von Kruus (2099)
- von Kræmer (1959)
- Kröningssvärd (1566)
- Kugelhielm (351)
- Kuhlefelt (330)
- Kuhlhielm (1331)
- Kuhlman (467)
- af Kullberg (2260)
- Kunckel (1652)
- Kuylenstierna (1304)
- Kyle (5)
- von Kysel (588)
- Kåse (139)
- von Köbberer (724)
- von Köhler (2085)
- von Köhnnigstedt (1276)
- König (1481)
- Königsfelt (1095)
- Königsheim (1345)
- Köppen (1693)
- Körning (67)
- Ladau (1576)
- Lagerberg (1112)
- Lagerbielke (1378)
- Lagerblad (1175)
- Lagerbom (1229)
- Lagerborg (1620)
- Lagerbring (2061)
- Lagercrantz (398)
- Lagercrantz (412)
- Lagercrantz (1011)
- Lagercreutz (1499)
- Lagercrona (577)
- Lagerfelt (344)
- Lagerflycht (1411)
- Lagergreen (391)
- Lagerhjelm (792)
- Lagerheim (2118)
- Lagerkrook (1390)
- von Lagerlöf (2038)
- Lagermarck (1141)
- Lagerqvist (593)
- Lagersköld (578)
- Lagerstedt (1358)
- Lagerstierna (1076)
- Lagerstolpe (1630)
- Lagerstråle (1992)
- Lagerström (1228)
- Lagersvärd (1933)
- de Laignier (551)
- Lake (53)
- von der Lancken von Wackenitz (2239)
- Landzberg (421)
- von Lang (1832)
- von Langen (2174)
- Langenhielm (1294)
- Langenskiöld (2081)
- Langman (203)
- Lannerstierna (1592)
- von Lantingshausen (1860)
- Lantzenfelt (479)
- Laurin (926)
- Lauw (957)
- de Laval (355)
- Lefrén (2275)
- af Lefrén (2280)
- af Lehnberg (2210)
- Leijel (1531)
- Leijel (1532)
- Leijel (1533)
- Leijonadler (1667)
- Leijonancker (778)
- Leijonberg (606)
- Leijonberg (876)
- Leijonbielke (1173)
- Leijonbrinck (1550)
- Leijonburg (368)
- Leijoncrantz (658)
- Leijoncreutz (1335)
- Leijoncrona (591)
- Leijondahl (1118)
- Leijonfelt (707)
- Leijonflycht (1088)
- Leijonflycht (1176)
- Leijongren (1333)
- Leijonhielm (784)
- Leijonhoff (1106)
- Leijonkloo (841)
- Leijonmarck (1092)
- Leijonram (390)
- Leijonsparre (1188)
- Leijonsten (863)
- Leijonstierna (333)
- Leijonstolpe (1315)
- Leijonstråle (1248)
- Leijonström (1065)
- Leijonsvärd (924)
- Leijonwall (1017)
- Lemnie (117)
- Lenck (448)
- Bååt eller Lennart Nilssons släkt (169)
- af Leopold (2207)
- Leuhusen (324)
- Leuhusen (898)
- Lideman (825)
- Lidströmer (2170)
- von Liebstorff (667)
- von der Lieth (1070)
- von der Lieth (1914)
- von Lietzen (1621)
- Liljencrantz (2011)
- Liljensparre (2142)
- Liljenstolpe (2151)
- Lillie af Aspenäs (109)
- Lillie af Greger Matssons ätt (6)
- Lillie af Ökna (73)
- Lillieberg (726)
- Lilliebjelke (273)
- Lillieblad (1263)
- Lillieborg (895)
- Lilliebrunn (293)
- Lilliecrantz (480)
- Lilliecreutz (1379)
- Lilliecrona (34)
- Lilliecrona (254)
- Lilliefelt (497)
- Lillieflycht (791)
- Lilliegranat (1171)
- Lilliegren (1050)
- Lillieholm (582)
- Lilliehorn (1671)
- Lilliehöök af Fårdala (1)
- Lilliehöök af Gälared och Kolbäck (66)
- Lilliemarck (886)
- Lillienadler (1385)
- Lillienanckar (1994)
- Lillienberg (1431)
- Lilliengrip (1212)
- Lillienheim (2122)
- von Lillienhielm (615)
- Lillienhoff (799)
- Lillienstam (1456)
- Lillienstrahl (1266)
- von Lillienthal (757)
- Lillieqvist (613)
- Lilliering (838)
- Lilliestierna (888)
- Lilliesköld (566)
- Lilliesköld (597)
- Lilliesparre af Fylleskog (44)
- Lilliesparre af Kragstad (74)
- Lilliestierna (427)
- Lilliestjelke (120)
- Lilliestruss (1556)
- Lilliestråle (1987)
- Lillieström (250)
- Lilliesvärd (1153)
- Lillietopp (65)
- Lind af Hageby (212)
- Lindcrantz (1108)
- Lindcreutz (1633)
- von der Linde (179)
- von Linde (1327)
- Lindeberg (379)
- Lindeblad (1247)
- von Lindeblad (1491)
- von Lindecreutz (2263)
- Lindegren (338)
- Lindelöf (143)
- Lindelöf (1098)
- Lindelöf af Kedom (129)
- Lindencrona (1579)
- Lindenov (30)
- Lindenstedt (1523)
- Linderoth (337)
- Lindersköld (2176)
- Linderstedt (1883)
- Lindestolpe (1700)
- Lindeström (549)
- Lindheim (1812)
- Lind i Västergötland (262)
- Lindorm (439)
- Lindsfelt (1524)
- Lindtman (756)
- von Lingen (1875)
- von Linné (2044)
- Linnercrantz (1573)
- Linnerhielm (1517)
- Linroth (1222)
- von Liphardt (2032)
- von Lissenhaim (1067)
- Litheim (1571)
- Lithman (648)
- Lithman (1015)
- Liwensten (747)
- Ljungfelt (1364)
- Ljungsvärd (2277)
- Ljuster (111)
- Loberg (353)
- Lode från Livland (173)
- Lofelt (315)
- Lohe (1389)
- Lohielm (1302)
- Lohreman (1172)
- Lood i Småland (157)
- Loos (1454)
- Lorfvensköld (1103)
- Lorichs (2172)
- Losköld (999)
- Lostierna (1683)
- Lovén (2338)
- Lund (209)
- af Lundblad (2288)
- Lundeblad (1665)
- Lundenstierna (1687)
- Lünow (373)
- von Lusten (1251)
- Lütkeman (2028)
- Lützow (649)
- Lützow (733)
- Lybecker (516)
- Lybecker (1445)
- Lydinghielm (925)
- af Låstbom (2129)
- Löfling (255)
- Löfvenskjöld (1892)
- Löschern von Hertzfelt (802)
- Löth-Örnsköld (1644)
- Löwe (Löwen) (1739)
- Löwenborg (2198)
- von Löwenburg (795)
- Löweneck (1660)
- Löwenfels (1865)
- von Löwenheim (1408)
- Löwenhielm (1791)
- Löwenhult (1758)
- von Löwenstern (1268)
- Ankarström sedermera Löwenström (897)
- Mackenzie af Macleod (1972)
- von Main (512)
- Makeléer (513)
- af Malmborg (2254)
- Malmborg (2318)
- von Malmborg (2337)
- Malmerfelt (1878)
- Malmsköld (2072)
- af Malmsten (2003)
- Manderstierna (1239)
- Manderström (1392)
- von Maneken (1346)
- Mannerberg (962)
- Mannerburg (1209)
- Mannercrantz (1447)
- Mannercrona (1584)
- Mannerfelt (775)
- Mannerheim (1260)
- Mannerhielm (310)
- Mannerhierta (1907)
- Mannerskantz (2082)
- Mannersköld (128)
- Mannerstam (2182)
- Mannerstedt (1083)
- Mannerstierna (1197)
- Mannerstråle (2069)
- Marcks von Würtemberg (1726)
- von Marqvard (1863)
- de Maré (2332)
- Marschalck (1769)
- von Maschkow (1134)
- von Matérn (1963)
- Maule (2135)
- Maull (1510)
- Maydell (1847)
- Meck (adelsätt) (1778)
- von Meijer (329)
- Meijerfeldt (864)
- von Meijerhelm (1151)
- Mel (682)
- Melanderhielm (2119)
- Meldercreutz (1607)
- af Melin (2189)
- Melker Axelssons släkt (165)
- Mellin (736)
- von Mentzer (720)
- von Meurman (1164)
- Modée (718)
- von Moltzer (2141)
- Montgomery (1960)
- Morgonstierna (339)
- von Morian (1873)
- Morman (1868)
- De la Motte (280)
- de Moucheron (737)
- Mouradgea d'Ohsson (2171)
- Muhl (1351)
- Munck af Fulkila (130)
- Munck af Rosenschöld (2160)
- Munck (af Sommernäs) (468)
- Munsterhjelm (1796)
- Murray (2216)
- Myhr (913)
- Myrtengren (1014)
- Månesköld af Norge (218)
- Månesköld af Seglinge (62)
- Månestierna (664)
- Möhlman (1663)
- Möller (454)
- Möller sedermera Möllerswärd (645)
- von Möller (2336)
- Möllerheim (1876)
- Möllerhjelm (2202)
- Möllerstierna (1549)
- Mörling (1130)
- Mörner (91)
- von Nackreij (1712), utdöd 1897
- Nassokin (740)
- Natt och Dag (13)
- Nauckhoff (2120)
- von Nerès (1844)
- Nerman (2321)
- Netherwood (446)
- von Neügebauer (1444)
- von Neüman (259)
- Neümeijer (774)
- von Nieroth (564)
- Nieroth (2274)
- Niethoff (463)
- Nisbeth (828)
- von Nolcken (1806)
- Nohlanvähr (1024)
- Nordenadler (1814)
- Nordenankar (1985)
- Nordenbjelke (2212)
- Nordenborg (1804)
- Nordencrantz (1891)
- Nordencreutz (1697)
- Nordenfalk (2063)
- Nordenfelt (1662)
- Nordenflycht (1815)
- Nordenheim (1699)
- Nordenhielm (1110)
- Nordenskiöld (1912)
- Nordenstam (1950)
- Nordenstierna (2165)
- Nordenstolpe (1981)
- Nordenstråle (1608)
- Nordenswan (2114)
- Nordensvärd (1825)
- Nordewall (2257)
- af Nordin (2145)
- Nordsköld (1309)
- Norfelt (594)
- Noringer (2049)
- von Numers (596)
- Nyberg (1042)
- Nöding (452)
- Nötebom (696)
- Odelstierna (1362)
- Odelström (1450)
- Odencrants (1947)
- von Oelreich (1955)
- Offerman el von Opfern (1122)
- Ogilwie (277)
- Oldekop (990)
- von Oldenskiöld (1932)
- Oldevig (2333)
- Oliveblad (178)
- Olivecrantz (647)
- Olivecreutz (1901)
- Olivecrona (1626)
- Oljeqvist (331)
- Ollonberg (416)
- von Olthoff (1752)
- Orcharton (681)
- d'Orchimont (2227)
- Orrfelt (533)
- Orrsköld (2131)
- Osenhjelm (1249)
- von der Osten genannt Sacken (684)
- von der Osten genannt Sacken (832)
- von Otter (1575)
- Oxe (103)
- Oxehufwud (102)
- Pahl (1163)
- Paijkull (1978)
- Palander af Vega (2341)
- af Palén (1996)
- Palin (2237)
- Palm (149)
- Palmcrantz (1241)
- Palmcreutz (1605)
- Palmencrona (1559)
- Palmfelt (1114)
- Palmgren (605)
- Palmhielm (1552)
- Palmkron (371)
- Palmqvist (670)
- Palmsköld (993)
- Palmstierna (1246)
- Palmstruch (657)
- Palmström (867)
- Palmsvärd (2224)
- Panso (1604)
- Pantzerhielm (2343)
- Papegoja (134)
- Parmand (1360)
- Patkull (237)
- Pauli (96)
- Pechlin (1915)
- von Pegauberg (635)
- de Peijron (2136)
- Peijron (2312)
- Pereswetoff-Morath (559)
- Peringskiöld (1273)
- af Petersens (2071)
- Peyron (2303)
- Pfeiff (945)
- von Pfuel (1072)
- Philp (242)
- Pihlcrantz (1279)
- Pihlhielm (1654)
- Pilefelt (230)
- Pilegren (396)
- Pinello (1964)
- Piper (1058)
- Piper (1899)
- Pistol (253)
- Pistolekors (321)
- Pistolhjelm (492)
- Pistolskiöld (1025)
- Plaan (789)
- Plantenstedt (1623)
- Planting sedermera Planting-Gyllenbåga (263)
- Planting-Bergloo (628)
- Planting-Bergloo (1016)
- von Platen (1922)
- von Platen (2128)
- Plenningsköld (608)
- von Plessen (1897)
- von Plomgren (1952)
- Plommenfelt (2070)
- Plåt (138)
- Poitz (246)
- Polchow (1215)
- Polhem (1514)
- Pollet (2073)
- af Pontin (2255)
- von Porat (1381)
- von Porten (847)
- Posse (14)
- von Post (687)
- Preis (1756)
- von Preutz (935)
- Primeroos (640)
- Printz (304)
- Printzensköld (478)
- Printzenstierna (2110)
- Printzsköld (2134)
- von Prinzencreutz (2282)
- Prytz (702)
- Prytz (1269)
- Psilanderhielm (1788)
- Psilanderskjöld (1911)
- von Pufendorff (853)
- af Puke (2167)
- Påfvenfelt (524)
- Påfvenhielm (624)
- Påhlman (501)
- von Quanten (506)
- Queckfeldt (979)
- von Qvickelberg (611)
- Qviding (2249)
- von Qvillfelt (1924)
- Raab (1586)
- Rabenius (2311)
- von Radeke (341)
- Rahnhielm (1161)
- von Rajalin (1903)
- Ram (155)
- Ramel (24)
- Ramfelt (942)
- Ramsay (215)
- Ramsvärd (402)
- Ranck (574)
- Rappe (1284)
- von Rappolt (1870)
- Ratzwill (1522)
- Reenfelt (487)
- Reenhielm (893)
- Reenstierna (818)
- Reenstråle (1653)
- Du Rées (773)
- Reeth (598)
- von Rehausen (1781)
- Rehnberg (839)
- Rehnskiöld (270)
- von Reichel (1657)
- von Reichenbach (1545)
- Reiher (746)
- von Reimers (884)
- von Reiser (2050)
- Renhorn (367)
- Rennerfelt (572)
- Reuter (314)
- Reuter af Skälboö (158)
- Reuterberg (535)
- Reutercrantz (449)
- Reutercrona (1760)
- Reuterfeldt (401)
- Reuterhielm (982)
- Reuterholm (1218)
- von Reuterholm (1440)
- Reutermarck (1077)
- Reuterskiöld (1636)
- Reuterstam (2113)
- Reuterstierna (1748)
- Reuterswärd (1210)
- Reutervall (1075)
- Reventlow (2335)
- Ribbing (15)
- Ribben (2086)
- Riben (1476)
- Ridderberg (955)
- Ridderbjelke (1337)
- Ridderboll (1839)
- Ridderborg (1428)
- Riddercrantz (1368)
- Riddercreutz (1690)
- Riddercrona (1680)
- Ridderfelt (1334)
- Riddergroll (1497)
- Ridderheim (1530)
- Ridderhielm (462)
- Ridderhierta (1789)
- Ridderhof (1831)
- von Ridderhusen (376)
- Ridderkorp (1154)
- Riddermarck (1137)
- Ridderschantz (1008)
- Riddersköld (1006)
- Ridderstad (1642)
- Ridderstam (1923)
- Ridderstedt (1862)
- Ridderstierna (1159)
- Ridderstolpe (1492)
- Ridderstorm (1208)
- Ridderstråle (1480)
- Ridderström (1232)
- Riddersven (1801)
- Riddersvärd (1220)
- Du Rietz (666)
- Rigeman (741)
- Ringstedt (1094)
- af Risells (2286)
- Risellschöld (2148)
- Rising (600)
- Rithfelt (514)
- Rittercrantz (1588)
- Robertsson (231)
- af Robsahm (2281)
- af Robson (2265)
- von Rodenburg (693)
- von Roepsdorff (1498)
- Rodersköld (305)
- von Rohr (807)
- von Roland (1614)
- af Rolén (2287)
- Roos af Hjelmsäter (51)
- Ros (2331)
- Rosbach (939)
- von Rosen (1790)
- von Rosen (1905)
- von Rosén (2242)
- von Rosen af Kardina (2348)
- Rosenacker (650)
- Rosenadler (1578)
- Rosenberg (322)
- Rosenbielke (52)
- Rosenbom (349)
- Rosenborg (1488)
- Rosenblad (2013)
- Rosenbröijer (404)
- Rosencrantz (1967)
- Rosencrantz af Granhammar (197)
- Rosencröel (595)
- Rosendal (644)
- Rosendufva (190)
- von Rosenfeldt (909)
- Rosenfelt (607)
- Rosenfelt (694)
- Rosenflycht (580)
- Rosengrip (1685)
- Rosenhand (419)
- von Rosenheim (2045)
- Rosenhielm (326)
- Rosenhoff (845)
- Rosenholm (586)
- Rosenholtz (651)
- Rosenklinga (668)
- Rosenlew (Rosenlew) (1009)
- Rosenlindt (489)
- Rosenmarck (835)
- Rosenmüller (706)
- Rosenquist (123)
- Rosenquist af Åkershult (164)
- Rosensabel (461)
- Rosenschantz (570)
- Rosenschmidt (289)
- Rosenschütz (2138)
- Rosensköld (287)
- Rosensparre (1589)
- Rosenstam (1879)
- Rosenstedt (1353)
- Rosenstielke (569)
- Rosenstierna (172)
- Rosenstolpe (1622)
- Rosenstråle (37)
- Rosenström (836)
- Rosensvärd (2144)
- Rosentwist (1330)
- Rosén von Rosenstein (2055)
- Rossfelt (362)
- Rosir (1971)
- Rosladin (45)
- Rotenburg (1267)
- von Rothausen (1027)
- Rothlieb (523)
- Rothlöben (1420)
- Rothoff (2219)
- Rothåf (882)
- Rotkirch (175)
- Roxendorff (1081)
- Roxendorff (1406)
- Rubzoff (1773)
- Rückersköld (1937)
- von Rudbeck (1252)
- Rudbeck (1366)
- Rudbeck (1637)
- Rudebeck (872)
- Rudenhielm (1459)
- Rudenschöld (1583)
- Rühl (1822)
- Rundeel (632)
- von Runneberg (966)
- Ruschenfelt (1338)
- Rutenfelt (410)
- Rutencrantz (805)
- Rutensköld (328)
- Rutensparre (1489)
- Ruuth (690)
- Ruuth (1069)
- Ruuth i Finland (125)
- Ruuth i Västergötland (271)
- Rydingstierna (1182)
- Rydingsvärd (1471)
- Rylanda och Häggatorps-släkten, eller Lindelöf af Kedom (129)
- Ryttersköld (537)
- Råfelt (1413)
- Rålambstierna (530)
- von Rädeken (1916)
- Rääf i Finland (58)
- Rääf i Småland (189)
- Rönnow (2047)
- von Röök (2096)
- Sabel (152)
- Sabelfana (188)
- Sabelfelt (317)
- Sabelhierta (186)
- Sabelsköld (150)
- Sabelstierna (206)
- Sack (63)
- Sackensköld (1139)
- Sahlefelt (959)
- von Sahlfelt (636)
- von Sallern (1639)
- Salsvärd (2087)
- von Saltza (1849)
- von Samson-Himmelstjerna (2349)
- Sandberg (1486)
- af Sandeberg (2094)
- Sandelhielm (1709)
- Sandelhjelm (2300)
- Sandels (2006)
- Sanderskiöld (2040)
- Sandströmer (2322)
- Sass (382)
- von Schaar (432)
- von Schaeij (1941)
- Schantz (1002)
- von Schantz (1255)
- von Scharin (1731)
- von Schattau (1080)
- Schauman (1287)
- Schedvin (1970)
- von Schéele (2059)
- von Scheffer (1200)
- Scheffer (1975)
- von Scheiding (71)
- af Schenbom (2173)
- Schenfelt (1474)
- von Schening (1953)
- von Scheven (1755)
- Schildt (282)
- Schillerfelt (543)
- Von Schinkel (2315)
- von Schinkel (2264)
- von Schlangenfeldt genannt Degingk (394)
- Schletzer (565)
- Schmedeman (1085)
- Schmidt (1238)
- af Schmidt (2236)
- Schmiedeberg (1001)
- Schmiedefelt (751)
- von Schmieden (1126)
- Schmilinsky (1651)
- Schmiterlöw (1768)
- von Schmitt (1326)
- Schmoll (1494)
- von Scholten (1799)
- von Schoting (1830)
- von Schrowe (495)
- Schröderheim (2046)
- Schröderstierna (1998)
- von Schröer (558)
- Schulman (176)
- af Schultén (2206)
- Schulte von Ritterfelt (1150)
- von Schulzen (2247)
- Schulzendorff (1724)
- von Schulzenheim (2004)
- von Schulzenhielm (1529)
- Jäger och von Schulzenjäger (930)
- Schürer von Waldheim (2201)
- Schützercrantz (1984)
- von Schwalch (323)
- von Schwartzenhoff (1040)
- von Schwartzer (1742)
- von Schwerin af Grellenberg (1807)
- von Schwerin af Spantekow (1775)
- von Schäwenbach (619)
- Schönberg (1052)
- von Schönfelt (787)
- Schönström (1056)
- Scott (499)
- Sebalt (2123)
- von Segebaden (1852)
- Segerberg (1564)
- Segercrantz, sedermera Segercrantz af Såtevalla (1766)
- Segercrantz (1973)
- Segercrona (1649)
- von Segerdahl (1650)
- Segerfelt (1595)
- Segerheim (2127)
- Segersköld (1591)
- Segerstierna (1754)
- Segerstråle (2100)
- af Segerström (2181)
- Sergel (ätt) (2213)
- Sernsköld (2027)
- von Seth (1505)
- Seton (2139)
- von Seulenberg (1587)
- von Siegroth (455)
- von Siegroth (735)
- de Silentz (1507)
- Silfverax (399)
- Silfverbielke (101)
- Silfwerbrand (508)
- Silfverbögel (284)
- Silfvercrantz (1012)
- Silfvercreutz (1569)
- Silfvercrona (252)
- Silfvergren (378)
- Silfverharnesk (697)
- Silfverhielm (93)
- Silfverklou (992)
- Silfverlood (264)
- Silfverlåås (377)
- Silfverpatron (239)
- Silfverskiöld (1073)
- Silfverskog (1706)
- Silfversparre (99)
- Silfverspåre (385)
- Silfverstedt (1641)
- Silfverstierna (265)
- Silfverstolpe (1939)
- Silfverstråle (1372)
- Silfverström (781)
- Silfversvan (457)
- Silfverswärd (184)
- af Sillén (2001)
- Silnecker (988)
- Silnecker (1214)
- Simmingsköld (1199)
- Simzon (1526)
- Sinclair (444)
- Sinclair (626)
- Sinclair (965)
- Siöberg (797)
- Siöblad (75)
- Siöhielm (656)
- Siölöw (669)
- Siöstierna (1303)
- Sjöcrona (2273)
- Sjöholm (2112)
- Skalm af Karelen (453)
- Skalm i Finland (144)
- Skalm i Finland (244)
- Skarpenfelt, sedermera Skarp von Felt (517)
- Skeckta (703)
- Skjöldebrand (1991)
- Skogh (704)
- Skogman (2302)
- Skraggensköld (552)
- Skraggensköld (1429)
- Skunck (660)
- Skutenberg (715)
- Skutenhielm (1462)
- Skytte (429)
- Skytte (665), utdöd i slutet av 1600-talet
- Skytte af Sätra (154)
- Skytte i Finland (81)
- Skyttehielm (488)
- Skyttenhielm (788)
- Sköldarm (2007)
- Slang (106)
- Slatte (97)
- Smittenhielm (970)
- Snack (1132)
- Sneckenberg (843)
- Sneckenberg (1066)
- Sneckenfelt (553)
- Sneckensköld (798)
- von Snoilsky (528)
- Sodenstierna (1398)
- von Soldan (1460)
- Solenblomma (507)
- Soop (10)
- af Sotberg (2026)
- Spaldencreutz (1986)
- Spalding (910)
- Sparfelt (927)
- Sparfvenfelt (541)
- Sparre af Rossvik (7)
- Sperreuter (1307)
- Sparrfelt (435)
- Sparrin (1138)
- Sparrsköld (1195)
- Specht (975)
- Spofvenhielm (1230)
- Sprengtport (1740)
- von Spången (1297)
- Spåre (160)
- Stackelberg (113)
- Stackelberg (686)
- von Stade (1473)
- Staël von Holstein (834)
- von Stahl (2246)
- von Stahlen (1958)
- Stake (110)
- Standaerhielm (1729)
- Standertskjöld (2126)
- von Stapelmohr (2036)
- Starenfelt (1558), utdöd 1772
- Starenflycht (771)
- Starensköld (1099)
- Starck (222)
- Starckhufvud (1380)
- von Staude (1397)
- von Stauden (1869)
- Steb (1216)
- Stedt (1468)
- von Stedingk (2169)
- von Stedingk (2226)
- von Stefken (1283)
- von Stegling (1093)
- Stegman (766)
- Stenfelt (1867)
- Stenflycht (1504)
- von Stenhagen (1882)
- af Stenhoff (2008)
- Stenholm (1715)
- von Sternbach (750)
- Sternburg (1047)
- Sternleuw (1672)
- Steuch (1582)
- Stewart (205)
- von Sticht (2175)
- Stierna (77)
- Stiernadler (1374)
- Stiernanckar (1323)
- Stiernberg (1184)
- Stiernblad (1370)
- Stiernborg (1097)
- Stierncrantz (854)
- Stierncreutz (436)
- Stierncrona (1384)
- Stierncrona af Söderby (1679)
- Stierndahl (1359)
- Stiernecreutz (2143)
- Stiernefelt (2115)
- Stierneld (1318)
- Stiernelodh (759)
- von Stierneman (2048)
- Stierneroos (1250)
- Stiernfelt eller Grubbe (171)
- Stiernflycht (332)
- Stierngranat (1506)
- Stiernheim (1646)
- Stiernhielm (180)
- Stiernhoff (1039)
- Stiernhöök (471)
- Stiernklo (1244)
- Stiernkors (39)
- von Stiernman (1893)
- Stiernmarck (1377)
- Stiernschantz (1432)
- Stiernsparre (1819)
- Stiernspetz (1805)
- Stiernstam (2024)
- Stiernstolpe (1347)
- Stiernstråle (571)
- Stiernström (1170)
- Sting (124)
- Stjernswärd (2053)
- Stjernvall (1810)
- Stobée (1439)
- Stockenström (858)
- von Stockenström (1936)
- von Stockman (801)
- Stolpe (83)
- Store (79)
- Storckenfeldt (502)
- Storm (824)
- Stormhatt (316)
- Stralenberg (1438)
- von Streitbach (934)
- von Streitberg (527)
- Streithammel (1328)
- Strijk (177)
- Strokirch (1082)
- von Strokirch (1059)
- von Strokirch (1233)
- Stropp (730)
- af Strübing (2197)
- Strussberg (342)
- von Strussenfelt (1918)
- Strussflycht (443)
- Strusshielm (400)
- Strussköld (623)
- Stråle af Ekna (87)
- Stråle af Sjöared (223)
- Strålenhielm (1761)
- af Ström (2308)
- Strömberg (365)
- Strömberg (870)
- von Strömborg (1638)
- Strömcrona (1827)
- Strömfelt (224)
- Strömhielm (1645)
- Strömner (1167)
- Strömsköld (590)
- Strömstierna (1495)
- Stuart (86)
- Stubbe (72)
- Stålarm (32)
- Stålhammar (496)
- Stålhandske (98)
- Stålhane (292)
- Stålhielm (475)
- Stålman (266)
- Stålklinga (441)
- Stålsvärd (1926)
- Stårck (233)
- Stöltenhielm (630)
- Stöör (166)
- von der Sund (554)
- von Suurman (986)
- Svab (1631)
- von Svab (1944)
- Svanehielm (842)
- Svanenberg (622)
- Svanestierna (348)
- Svanfelt (294)
- Svanlood (900)
- Svansköld (1264)
- Svanström (397)
- Svart (142)
- Swedenborg (1598)
- Svedenheim (1615)
- Svedenhielm (1751)
- Svedenstierna (1659)
- Svenske (258)
- Svinhufvud af Qvalstad (145)
- Svinhufvud i Westergötland (199)
- Svärd (141)
- Svärdfelt (469)
- Svärdfelt (754)
- Svärdsköld (334)
- von Sydow (2305)
- Sylvander (2225)
- Sylvius (602)
- Söderhielm (1306)
- Söderhielm (1342)
- af Söderling (2009)
- Sölfverarm (232)
- Sölfverberg (1111)
- Sölfverklinga (973)
- Sölfverlood (692)
- Sölfvermusköt (409)
- Tallberg (1757)
- Tamm (2297)
- Tandefelt (631)
- af Tannström (2279)
- Taube (734)
- Taubenfelt (437)
- Tawast (64)
- Tawastén (728)
- Tawaststjerna (1107)
- Teet (550)
- Teetgren (557)
- Tegel (140)
- Tegensköld (928)
- Tegmansköld (2238)
- Tersér el Terschère (1048)
- Tersmeden (1940)
- Tessin (859)
- Tessmar (1355)
- von Tetzloff (2158)
- Tham (1508)
- Tharmoth (1319)
- Thewitz (856)
- Thimerhielm (1572)
- von Tholijn (1525)
- Thomson (299)
- Thulstrup (2329)
- Thumb von Weingarten (796)
- af Thunberg (2117)
- af Tibell (2184)
- Tigerhielm (817)
- Tigerklou (844)
- Tigerschiöld (1087)
- Tigerstedt (1227)
- Tigerstierna (731)
- Tigerström (1567)
- Tilas (1616)
- Tisensten (1423)
- Toll (1777)
- Toll (2078)
- Tollerhielm (1254)
- Tornerefelt (357)
- Tornerefelt (641)
- Tornérhielm (1655)
- Torwigge (548)
- Tott (26)
- Tott af Skedebo (88)
- Trafvenfelt (519)
- Trana (151)
- Tranefelt (464)
- Tranefelt (948)
- Tranhielm (1271)
- Tranhielm (1316)
- Transchiöld (1293)
- Transehe von Roseneck (296)
- von Trautwetter (1096)
- Travenhielm (1036)
- Treffenberg (1113)
- Treffenhielm (1427)
- Treileben (744)
- von Troil (2039)
- Trolle (36)
- af Trolle (2105)
- Trollenfelt (1840)
- Trotzenfelt (819)
- Trotzig (1005)
- Troz (940)
- Tunderfelt (933)
- von Tuné (2314)
- af Tuneld (2307)
- Tungel (182)
- Tungelfelt, Wolberg von Tungelfelt (1155)
- Twengerhielm (779)
- Törne (1419)
- von Törne (1797)
- von Törne (1824)
- von Törne (1857)
- Törnebladh (1702)
- Törnecrantz (719)
- Törnecreutz (1658)
- Törnefelt (1051)
- Törnflycht (1356)
- Törnhielm (852)
- Törnrose (1835)
- Törnsköld (234)
- Törnstierna (1443)
- Udnie (375)
- Uggelklo (1609)
- Uggla (100)
- af Ugglas (2111)
- af Uhr (2152)
- Ulf af Horsnäs (56)
- Ulfeldt (19)
- Ulffana (153)
- Ulfhielm (1479)
- Ulf i Finland (688)
- Ulfsax (107)
- Ulfsköld (674)
- Ulfsparre af Broxvik (9)
- Ulfvenklou (610)
- von Unge (1465)
- Urne (22)
- Urqvard (423)
- von Utfall (1502)
- von Utfall (1509)
- Utter (213)
- Utterhielm (1243)
- Utterklo (849)
- Uttermarck (601)
- von Wachenfeldt (1743)
- von Wachschlager (1457), utdöd 1818
- Wachttorn (301), utdöd före 1699
- Wadenfelt (1285), utdöd 1708
- Wadenstierna (1387)
- Wærn (2326)
- Wagenfelt (1686), utdöd 1808
- Wagner (764)
- Wagner (1544)
- Wahlfelt (1930), utdöd 1960
- von Wahrendorff (2186), utdöd 1881
- von Walcker (1728), utdöd 1733
- von Walden (1708)
- Walkendorff (25)
- de la Vallée (1299)
- Wallén (1904)
- Wallencreutz (1982), utdöd 1805
- Wallencrona (1872), utdöd 1852
- Wallenhielm (1204), utdöd 1693
- Wallenstedt (500), utdöd 1701
- Wallensteen (1305), utdöd 1762
- Wallenstierna (1034), utdöd 1928
- Wallenstråle (2037)
- von Wallich (701), utdöd i slutet av 1700-talet
- Wallquist (2164), utdöd 1838
- Wallrawe (1194), utdöd 1726
- Wallrawe (1767), utdöd 1823
- von Wallvijk (1551), utdöd 1792
- von Walter och Winblad von Walter (1127), utdöd 1696
- af Wannquist (2268), utdöd 1876
- af Wanoch (2019), utdöd 1790
- Wardlau (951), utdöd 1717
- von Warnstedt / von Wernstedt (78)
- Wasastjerna (2196)
- Wattrang (612), utdöd 1680
- Wattrang (848)
- Wattrang (1274)
- Wattrang (1396)
- von Wedderkop (1281)
- von Wedel (803)
- Wefverstedt (1888)
- von Vegesack (679)
- von Weidenhaijn (413)
- Weidenhielm (1314)
- von Weigel (2218)
- von Weiker (616)
- Weili (1730)
- von Weinberg (1205)
- Weinholtz (1057)
- von Weissenfels (1031)
- Welsk (414)
- Wendel (1744)
- Wennerstedt (1000)
- Wennerstierna (1424), utdöd 1818
- Verdelet de Fornoy (374)
- Werdenhoff (833)
- Wernfelt (1147)
- Wernle (874)
- Werwing (906)
- Westenhielm (1201)
- von Westerling (1811)
- Westersköld (1224)
- Westerstrand (2319)
- von Westphal (1186)
- Westring (2291)
- Wettercrona (2060)
- von der Wettering (950)
- af Wetterstedt (2093)
- Wetterstierna (1574)
- Wetzler (1071)
- von Vicken (830)
- Wiebel (1808)
- von Wieder (698)
- Wiederholt von Weidenhofen (1089)
- Wigelstierna (1747)
- Wijk (2342)
- Wijnbladh (447)
- von Wilckenschildt (1135)
- Wildeman (89)
- von Willebrand (1834)
- Willemsens (949)
- Willigman (481)
- Wilsdorff (1546)
- von Wingarten (474)
- Wingeflycht (1393)
- af Wingård (2159)
- af Winklerfelt (2064)
- Winter (627)
- Winter (1668)
- Winstrup (654)
- Virgin (1848)
- af Wirsén (2221)
- Wirsén (2222)
- Wisocki-Hochmuth (829)
- von Witten (1518)
- von Witten af Stensjö (450)
- Witting (1044)
- Wohlberg (1278)
- Wolberg von Tungelfelt, Tungelfelt (1155)
- Wolffelt (1741)
- Wolffensköld (366)
- von der Wolffesburg (1237)
- Wolfsberg (428)
- Volland von Lande (466)
- Voltemat (1593)
- Wrangel (2092)
- Wrangel af Fall (1859), utdöd 1815
- Wrangel af Sauss (1770)
- Wrangel af Sage och Waschel (1850), utdöd 1802
- von Wright (2077)
- Wrång (603)
- Wudd (356)
- Wulfcrona (1629)
- von Wulffschmidt (1722)
- Wulfrath (von Wolffradt) (563)
- Wulfvenstierna (1007)
- Vult von Steijern (1889)
- af Wåhlberg (2259)
- Wädurhorn (225)
- Wærn (2326)
- Wärnhjelm (2179)
- Wärnschöld (354)
- Wäsenberg (672)
- Wästfelt (1035)
- von Yhlen (1787)
- Yxkull (76)
- Zacco (2203)
- Zander (1493)
- von Zansen (2091)
- Zeedtz (1437)
- af Zellén (2161)
- Zelow (272)
- Zengerlein (1577)
- Zibet (2124)
- von Ziegler (2031)
- Zimmerman (811)
- Zittelberg (923)
- Zülich (1407)
- Zöge von Manteuffel (1909)
- Åkerfelt (387)
- Åkerhielm (987)
- Åkerman (2320)
- Åkerstein (2193)
- Ållon Finland (210)
- Ållongren i Finland (115)
- Ållongren i Östergötland (42)
- Ållonsköld eller Härlingstorpssläkten (148)
- Årrhane (309)
- Ädelberg (1418)
- Ödell eller Ödla (211)
- Ögnelood (638)
- von Öller (1049)
- Örn (493)
- Örncrona (1643)
- Örneberg (978)
- Örnecrantz (770)
- Örnhjelm (1064)
- Örnehufvud (235)
- Örneklou (327)
- Österling (662)
- Örnestedt (659)
- Örnestedt (760)
- Örneström (991)
- Örnevinge (352)
- Örnfelt (892)
- Örnflycht (84)
- Örnstierna (425)
- von Östfelt (1946)
- Östner (1692)